# Comuna Prîsluci, Polonne
Prîsluci (în ucraineană Прислуцька сільська рада) este o comună în raionul Polonne, regiunea Hmelnîțkîi, Ucraina, formată din satele Kolosivka, Liubomîrka și Prîsluci (reședința).

## Demografie
Componența lingvistică a comunei Prîsluci
     Ucraineană (99,36%)
     Alte limbi (0,64%)
Conform recensământului din 2001, majoritatea populației comunei Prîsluci era vorbitoare de ucraineană (99,36%), existând în minoritate și vorbitori de alte limbi.